# Léon Ier d'Iméréthie
Léon Ier d’Iméréthie (en géorgien : ლევანი, Levan ; 1573–1590) est un roi d'Iméréthie de la dynastie des Bagratides ayant régné de 1586 à 1589.

## Biographie
Léon Ier devient roi à l’âge de 12 ans lorsqu’il succède à son père Georges II d'Iméréthie. Il doit faire face à la compétition de son oncle, qui s’est fait proclamer roi sous le nom de Constantin II (1585-1586) et a pris le contrôle de la haute-Iméréthie. Léon fait alliance avec le puissant Mamia IV Dadiani, prince de Mingrélie de 1582 à 1590. Il épouse sa sœur Marekh et oblige son oncle à abdiquer.
L’année suivante, l’Iméréthie est envahie par le roi Simon Ier de Karthli, qui ambitionne de réunifier l’ensemble des royaumes géorgiens sous sa domination. Léon et ses alliés sont défaits en 1588 à la bataille de Gopanto, et le roi doit s’enfuir dans la province de Lechkhumi.
Le roi d’Iméréthie retrouve son trône lorsque Simon Ier doit faire face à l’offensive des Ottomans dans son propre royaume. Les alliés de Léon se retournent alors contre lui et le roi doit livrer plusieurs batailles. Il est capturé au cours de l’une d’elles par son beau-frère Mamia IV Dadiani, qui l’emprisonne dans la forteresse de Shkheti en Mingrélie jusqu’à sa mort à l’âge de 17 ans en 1590.

## Succession
Léon d’Iméréthie a épousé en 1586 Marekh, une fille du prince Léon Ier de Mingrélie, dont il n'a aucun héritier. Le trône est occupé après sa capture par son cousin Bagrat IV, fils du prince Teimouraz et petit-fils du roi Alexandre II.